# مزرعة غرغ أباد (ريغستان)
مزرعة غرغ أباد (بالإنجليزية: Mazraeh-ye Gorgiabad)‏ هي منطقة سكنية تقع في إيران في أصفهان.